# Campeonato de Primera División 1923 (Argentina)
La Copa Campeonato 1923 fue el trigésimo noveno torneo de Primera División, organizado por la Asociación Argentina de Football. Se disputó entre el 11 de marzo y el 30 de diciembre de 1923. Se jugó por el sistema de todos contra todos, a dos ruedas. Con 46 fechas, iba a ser la edición más extensa jugada al momento pero el torneo tuvo un final abrupto, ya que la Asociación decidió, dado lo avanzado del año, darlo por terminado arbitrariamente cuando aún no se habían jugado todos los partidos, y hacer disputar un desempate a los equipos que compartían el primer puesto en ese momento. Este final se sumó a otras irregularidades, ya que el Club Estudiantes de La Plata y el Club Sportivo Palermo se retiraron de la competencia, sin que se anularan los partidos disputados por ambos, y el Club Atlético Palermo se incorporó dos meses y medio después del comienzo del certamen.
El ganador fue el Club Atlético Boca Juniors quién derrotó al Club Atlético Huracán, en la larga definición entre ambos, que se jugó entre el 16 de marzo y el 27 de abril de 1924, con el nuevo torneo ya iniciado.

## Ascensos y descensos
| Pos          | Equipos ascendidos    |
| ------------ | --------------------- |
| 1.º          | All Boys              |
| 1.º Z. Sud   | Temperley             |
| 1.º Z. Norte | Villa Urquiza         |
| Gan. Red.    | Argentino de Banfield |
| Prom.        | Argentino de Quilmes  |

| Equipo afiliado |
| --------------- |
| Palermo         |

| Equipos descendidos en la temporada 1922 |
| ---------------------------------------- |
| No hubo                                  |

De esta manera, los participantes aumentaron a 23.

## Equipos
| Equipo                | Ciudad       |
| --------------------- | ------------ |
| All Boys              | Buenos Aires |
| Alvear                | Buenos Aires |
| Argentino de Banfield | Banfield     |
| Argentino de Quilmes  | Quilmes      |
| Argentinos Juniors    | Buenos Aires |
| Boca Alumni           | Buenos Aires |
| Boca Juniors          | Buenos Aires |
| Sportivo del Norte    | Buenos Aires |
| Del Plata             | Buenos Aires |
| El Porvenir           | Gerli        |
| Estudiantes           | La Plata     |
| Huracán               | Buenos Aires |
| Nueva Chicago         | Buenos Aires |
| Palermo               | Buenos Aires |
| Platense (Retiro)     | Buenos Aires |
| Porteño               | Buenos Aires |
| Progresista           | Gerli        |
| San Fernando          | San Fernando |
| Sportivo Barracas     | Buenos Aires |
| Sportivo Dock Sud     | Avellaneda   |
| Sportivo Palermo      | Buenos Aires |
| Temperley             | Turdera      |
| Villa Urquiza         | Buenos Aires |

## Tabla de posiciones final
| Pos  | Equipo                | Pts | PJ | G  | E  | P  | GF | GC | Dif |
| ---- | --------------------- | --- | -- | -- | -- | -- | -- | -- | --- |
| 1.º  | Boca Juniors          | 51  | 30 | 24 | 3  | 3  | 87 | 19 | 68  |
| 1.º  | Huracán               | 51  | 29 | 23 | 5  | 1  | 71 | 20 | 51  |
| 3.º  | Sportivo Barracas     | 40  | 28 | 18 | 4  | 6  | 60 | 28 | 32  |
| 4.º  | Sportivo Dock Sud     | 37  | 28 | 13 | 11 | 4  | 35 | 21 | 14  |
| 5.º  | Palermo               | 33  | 25 | 14 | 5  | 6  | 33 | 26 | 7   |
| 6.º  | Estudiantes (LP)      | 32  | 22 | 14 | 4  | 4  | 44 | 18 | 26  |
| 7.º  | Nueva Chicago         | 32  | 27 | 13 | 6  | 8  | 36 | 39 | -3  |
| 8.º  | Argentinos Juniors    | 29  | 28 | 10 | 9  | 9  | 30 | 25 | 5   |
| 9.º  | Del Plata             | 29  | 29 | 10 | 9  | 10 | 34 | 35 | -1  |
| 10.º | All Boys              | 28  | 32 | 10 | 8  | 14 | 31 | 41 | -10 |
| 11.º | Temperley             | 27  | 30 | 11 | 5  | 14 | 36 | 40 | -4  |
| 12.º | Progresista           | 27  | 30 | 10 | 7  | 13 | 44 | 50 | -6  |
| 13.º | El Porvenir           | 27  | 33 | 8  | 11 | 14 | 26 | 44 | -18 |
| 14.º | Argentino de Quilmes  | 26  | 27 | 11 | 4  | 12 | 27 | 33 | -6  |
| 15.º | Platense (Retiro)     | 26  | 28 | 8  | 10 | 10 | 23 | 30 | -7  |
| 16.º | Sportivo Palermo      | 24  | 18 | 9  | 6  | 3  | 27 | 17 | 10  |
| 17.º | San Fernando          | 23  | 29 | 8  | 7  | 14 | 32 | 45 | -13 |
| 18.º | Alvear                | 23  | 30 | 9  | 5  | 16 | 37 | 56 | -19 |
| 19.º | Sportivo del Norte    | 20  | 30 | 6  | 8  | 16 | 30 | 50 | -20 |
| 20.º | Argentino de Banfield | 18  | 28 | 6  | 6  | 16 | 37 | 61 | -24 |
| 21.º | Boca Alumni           | 18  | 31 | 6  | 6  | 19 | 32 | 63 | -31 |
| 22.º | Villa Urquiza         | 16  | 31 | 4  | 8  | 19 | 17 | 41 | -24 |
| 23.º | Porteño               | 14  | 27 | 3  | 8  | 16 | 26 | 53 | -27 |

## Desempate por el título
Se enfrentaron los dos equipos que iban igualados en la primera posición al suspenderse el certamen. Ante la paridad de fuerzas fue necesaria la realización de un cuarto partido, que solamente se definió en tiempo suplementario.
| Partido 1    | Partido 1 | Partido 1 | Partido 1         | Partido 1           | Partido 1 |
| Equipo 1     | Resultado | Equipo 2  | Estadio           | Fecha               |           |
| ------------ | --------- | --------- | ----------------- | ------------------- | --------- |
| Boca Juniors | 3 - 0     | Huracán   | Sportivo Barracas | 16 de marzo de 1924 |           |

| Partido 2 | Partido 2 | Partido 2    | Partido 2         | Partido 2           | Partido 2 |
| Equipo 1  | Resultado | Equipo 2     | Estadio           | Fecha               |           |
| --------- | --------- | ------------ | ----------------- | ------------------- | --------- |
| Huracán   | 2 - 0     | Boca Juniors | Sportivo Barracas | 30 de marzo de 1924 |           |

| Partido 3    | Partido 3    | Partido 3 | Partido 3 | Partido 3          | Partido 3 |
| Equipo 1     | Resultado    | Equipo 2  | Estadio   | Fecha              |           |
| ------------ | ------------ | --------- | --------- | ------------------ | --------- |
| Boca Juniors | 0 - 0 (t.s.) | Huracán   | GEBA      | 6 de abril de 1924 |           |

| Partido 4 | Partido 4    | Partido 4    | Partido 4         | Partido 4           | Partido 4 |
| Equipo 1  | Resultado    | Equipo 2     | Estadio           | Fecha               |           |
| --------- | ------------ | ------------ | ----------------- | ------------------- | --------- |
| Huracán   | 0 - 2 (t.s.) | Boca Juniors | Sportivo Barracas | 27 de abril de 1924 |           |

## Descensos, ascensos y desafiliaciones
Sin descensos, con la desafiliación de Estudiantes de La Plata y Sportivo Palermo, que dejaron la Asociación durante la disputa del certamen, y el ascenso de Avellaneda, el número de participantes del Campeonato de Primera División 1924 de la AAF se redujo a 22.

## Goleador
| Jugador              | Jugador           | Goles | Equipo       |
| -------------------- | ----------------- | ----- | ------------ |
| Bandera de Argentina | Domingo Tarasconi | 40    | Boca Juniors |